# Tijdschrift voor Biografie
Het Tijdschrift voor Biografie was een Nederlands tijdschrift met het biografische genre als onderwerp. Het was tot 2017 de voortzetting van het Biografie Bulletin, welke verscheen in Nederland tussen 1991 - 2012. Het interdisciplinaire Tijdschrift voor Biografie (TvB) wilde een podium bieden voor reflectie en debat over het genre Biografie in binnen- en buitenland in al haar facetten.

## Geschiedenis
Biografie Bulletin verscheen aanvankelijk onder directe verantwoordelijkheid van de Werkgroep Biografie (1991) van de Maatschappij der Nederlandse Letterkunde. Sinds de lente van 2012 is, echter, de redactie zelf verantwoordelijk geworden voor de inhoud. De Werkgroep Biografie was nog wel nauw betrokken bij deze publicatie.
In het najaar van 2017 verscheen het laatste nummer. Men wilde hierna verdergaan met een digitaal open access, Engelstalig medium Biographical Studies.